# Hemigymnochaeta incerta
Hemigymnochaeta incerta är en tvåvingeart som beskrevs av Zumpt 1955. Hemigymnochaeta incerta ingår i släktet Hemigymnochaeta och familjen spyflugor. Inga underarter finns listade i Catalogue of Life.